# Jerzy Undro
Jerzy Undro (ur. 16 października 1947 w Międzyrzeczu) – polski fotograf, fotoreporter, korespondent wojenny. Fotoreporter Centralnej Agencji Fotograficznej. Fotoreporter Polskiej Agencji Prasowej.

## Życiorys
Jerzy Undro jest absolwentem Politechniki Szczecińskiej (od końca lat 60. XX wieku związany ze Szczecinem), fotografią prasową zajmuje się od 1969 roku – jako fotoreporter ówczesnej Centralnej Agencji Fotograficznej – obecnie (od 1991) Polskiej Agencji Prasowej. W 2003 podjął pracę korespondenta wojennego, powiązaną z licznymi wyprawami – m.in. do Afganistanu, Iraku, Republiki Czadu, na Bałkany, podczas których (do 2009 roku) tworzył obszerną dokumentację fotograficzną, wykorzystywaną do publikacji w prasie oraz innego rodzaju publikacjach (m.in. książkowych, albumowych) – w Polsce i na świecie. Przez pół wieku fotografował najważniejsze wydarzenia w Polsce.
Jerzy Undro jest autorem i współautorem wielu wystaw fotograficznych; autorskich, zbiorowych oraz pokonkursowych – gdzie otrzymał wiele nagród i wyróżnień (m.in. I Nagrodę w konkursie fotografii prasowej Grand Press Photo 2007 w kategorii Wydarzenia). Jest dwukrotnym laureatem Kaczki Dziennikarskiej – nagrody zachodniopomorskiej społeczności dziennikarskiej. Jest autorem zdjęć do albumów fotograficznych – m.in. o Szczecinie. Uczestniczy w pracach jury – w konkursach fotograficznych.
Fotografie Jerzego Undro znajdują się (m.in.) w zbiorach Polskiej Agencji Prasowej (kilkadziesiąt tysięcy zdjęć).

## Odznaczenia
- Krzyż Kawalerski Orderu Odrodzenia Polski
- Złoty Medal „Za zasługi dla obronności kraju”
- Złota Odznaka Zasłużony dla Polskiej Agencji Prasowej (2012)

Źródło